# Илија (Банска Штјавњица)
Илија (слч. Ilija) насељено је мјесто са административним статусом сеоске општине (слч. obec) у округу Банска Штјавњица, у Банскобистричком крају, Словачка Република.

## Становништво
| Година:    | 1994. | 2004. | 2014.   | 2024.   |
| ---------- | ----- | ----- | ------- | ------- |
| Број људи: | 360   | 324   | 342     | 350     |
| Разлика:   |       | -10 % | +5,55 % | +2,33 % |

| Година:    | 2023. | 2024.   |
| ---------- | ----- | ------- |
| Број људи: | 358   | 350     |
| Разлика:   |       | -2,23 % |

Према подацима о броју становника из 2011. године насеље је имало 339 становника.